# Węzeł potrójny Królowej Charlotty

Płyty tektoniczne

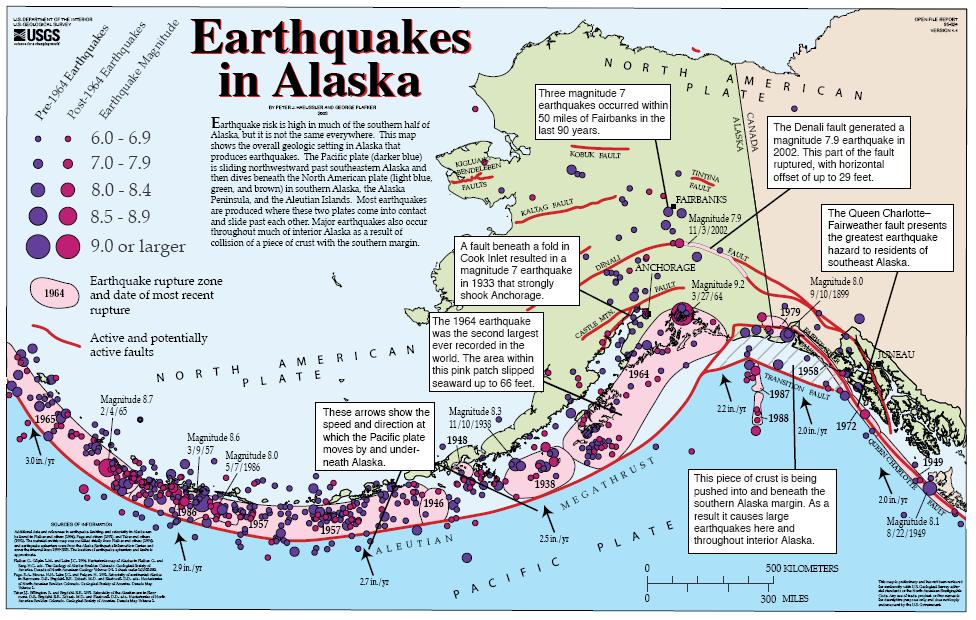
Węzeł potrójny Królowej Charlotty i położenie historycznych trzęsień ziemi

Węzeł potrójny Królowej Charlotty to węzeł potrójny, znajdujący się na północno-wschodnim Pacyfiku.
W węźle potrójnym Królowej Charlotty stykają się płyta pacyficzna, płyta północnoamerykańska i płyta Explorer.